# Ferdinand Cohn
Ferdinand Julius Cohn (24. ledna 1828 Breslau, Pruské Slezsko – 25. června 1898 Breslau) byl německý biolog známý svým výzkumem bakterií. Pokládá se za jednoho ze zakladatelů bakteriologie.

## Život
Narodil se jako první z třech synů židovského obchodníka. Po maturitě v roce 1848 studoval doma a v Berlíně medicínu. Od 10 let trpěl poruchou sluchu. Roku 1847 promoval jako devatenáctiletý. Roku 1851 nastoupil jako soukromý docent na Breslauský institut fyziologie rostlin. A v roce 1859 se stal profesorem. Zemřel roku 1898 a je pochovaný na tamějším židovském hřbitově.

## Vědecké výsledky
Byl zastáncem monomorfie – přiznával bakteriím stálost tvaru jako u vyšších organizmů. Byl přesvědčen že bakterie je možné rozdělit na rody a druhy které mají své charakteristické vlastnosti a ty se dědí z jedné generace na druhou. Případné změny vzhledu bakterií souvisí jen s jejich vývojem.
Roku 1872 vypracoval klasifikaci bakterií v které bakterie a sinice zařadil do jedné skupiny a nazval ji Schizophyta. Samotné bakterie rozdělil na Sphaerobacteria, Mikrobacteria, Desmobacteria a Spirobacteria. Tato klasifikace je dodnes základem všech bakteriálních klasifikačních systémů. Roku 1885 byla jeho práce oceněná Leeuwenhoekovou medailí.
Cohn je charakteristickým představitelem „morfologického období“ rozvoje mikrobiologie které se vyznačuje hlavně popisováním nových druhů bakterií. Cohn je však nejen popisoval ale i porovnával a vyhodnocoval a tak dochází k utvoření systému bakterií. Toto období rozvoje mikrobiologie se nazývá i „Cohnova perioda“. Výsledky svých pozorování shrnul v práci Výzkumy o bakteriích.
Další důležité výsledky jeho bádání bylo zjištění že bakterie mají cytoplazmatickou membránu, demonstrace kompletního životního cyklu Bacillus anthracis, práce s fytopatogenními houbami, a jako první popsal aktinomycety.
Důležité pozorování udělal i s některými sirnými bakteriemi a zjistil že síra která se nachází uvnitř bakteriálních buněk, vzniká oxidací sirovodíku a může i dále oxidovat. Na jeho práci navázal i slavný mikrobiolog Robert Koch.

## Publikace
- Zur Naturgeschichte des Protococcus Pluvialis, 1851
- Die Menschheit und die Pflanzenwelt, 1851
- Der Haushalt der Pflanzen Leipzig, 1854
- Untersuchungen über die Entwicklungsgeschichte der Mikroskopischen Algen und Pilze, 1854
- Beiträge zur Biologie der Pflanzen
- Neue Untersuchungen über Bakterien, 1872-75
- Die Pflanze, 1882